# Claudio Anedda
Claudio Anedda (Grosseto, 26 luglio 1952) è un hockeista su pista italiano.
Giocava come portiere. È stato tre volte campione italiano juniores a Follonica e ha vinto una Coppa Italia e uno scudetto.
Con la nazionale, ha vinto tre medaglie di bronzo agli europei juniores e ha preso parte a tre Mondiali (1976, 1978 e 1982) e quattro Europei.

## Palmarès
- Campionato italiano: 1

Reggiana: 1981-82
- Coppa Italia: 1

Follonica: 1977